# Exocentrus albostictipennis
Exocentrus albostictipennis là một loài bọ cánh cứng trong họ Cerambycidae.